# سئونگین بونگ
سئونگین بونگ (به لاتین: Seonginbong) یک کوه و قله در کره جنوبی است که در Ulleung County, North Gyeongsang Province واقع شده‌است. سئونگین بونگ ۹۸۴ متر بالاتر از سطح دریا واقع شده‌است.